# 国際連合安全保障理事会決議106
国際連合安全保障理事会決議106（こくさいれんごうあんぜんほしょうりじかいけつぎ106、英: United Nations Security Council Resolution 106, UNSCR106）は、1955年3月29日に国際連合安全保障理事会にて全会一致で採択された決議。パレスチナの国際連合休戦監視機構の参謀長、エジプトとイスラエルの代表からの報告を受け、ガザ地区におけるイスラエルの休戦違反を非難したものである。

## 概要
決議において理事会は、エジプト・イスラエル混合休戦委員会（Mixed Armistice Commissions）が、1955年2月28日にイスラエル正規軍がガザ地区のエジプト軍（Egyptian Army）の部隊に対して「イスラエル当局の命令による事前に計画のなされた攻撃」を行ったと規定したことに留意した。理事会は、この攻撃を国連安保理決議第54号の違反として非難したうえで、イスラエルに対してこのような行為を防止するための必要な全ての措置を執るように求め、1949年の一般休戦協定（1949 Armistice Agreements）の維持が故意に違反されたことで脅かされ、当事者がその義務を厳格に遵守しない限りパレスチナにおける恒久的な平和の回復に向けた進展は存在しえないと確信を表明した。

## 詳細
以下はその和訳。
安全保障理事会は、
1948年7月15日の決議第54号（1948年）、1949年8月11日の決議第73号（1949年）、1950年11月17日の決議第89号（1950年）、1951年5月18日の決議第93号（1951年）及び1953年11月24日の決議第101号（1953年）を想起し、
パレスチナにおける国連休戦監視機構参謀長の報告及びエジプト及びイスラエルの代表による発言を（公式に）聴取し、
1955年3月6日のエジプト・イスラエル混合休戦委員会が、1955年2月28日にガザ地区で「イスラエル当局が命じた事前準備と計画による攻撃」が「イスラエル正規軍部隊によってエジプト正規軍部隊に対して行われた」と判断したことに留意し、3
1. この攻撃を安全保障理事会決議第54号（1948年）の停戦規定の違反であり、エジプト・イスラエル間の一般休戦協定及び国際連合憲章の下での当事者の義務に矛盾するものとして非難する。
2. イスラエルに対し、再度、このような行為を防止するために必要なすべての措置を講じるよう要請する。
3. 一般休戦協定の維持が、その当事者の一方による故意の違反によって脅かされており、当事者が一般休戦協定および決議第54号（1948年）の停戦規定に基づく義務を厳格に遵守しない限り、パレスチナにおける恒久的な平和の回復に向けたいかなる進展もあり得ないという確信を表明する。

3 同上、文書S/3373、附属書IIIを参照。
4 同上、4年目、特別付録第3号を参照。